# Thamud (huyện)
Huyện Thamud là một huyện thuộc tỉnh Hadramawt, Yemen. Đến thời điểm năm 2003, huyện này có dân số 4402 người